# Luis Eduardo Pérez
Luis Eduardo Pérez Pagola (Montevideo, llavors Banda Oriental, avui Uruguai, 12 d'octubre 1774 - ídem, 30 d'agost de 1841) fou un polític uruguaià, President de la República (interí) entre el 24 d'octubre de 1830 i el 6 de novembre del mateix any.
Integrant de l'Assemblea Constituent encarregada de redactar la primera constitució de l'Uruguai, va ser elegit president del Senat en la primera legislatura, exercint la presidència de la República de manera interina durant un breu període, des del començament de la vida democràtica del país fins que es va donar l'assumpció del qual havia estat elegit 1r president constitucional, Fructuoso Rivera.